# Ivo Frosio
Ivo Frosio (Muralto, 27 april 1930 - 18 april 2019) was een Zwitsers voetballer die speelde als middenvelder.

## Carrière
Frosio speelde in het seizoen 1950/51 voor FC Zürich, het seizoen erop speelde hij voor Grasshopper waar hij tot in 1957 bleef. In deze periode werd hij twee keer landskampioen en won hij twee keer de beker. Hij maakte in 1957 zijn debuut voor FC Lugano waar hij bleef spelen tot in 1961.
Tussen 1952 en 1959 speelde Frosio 13 keer voor Zwitserland, hij nam ook deel aan het WK 1954 in Zwitserland.

## Erelijst
- Grasshopper
  - Landskampioen: 1952, 1956
  - Zwitserse voetbalbeker: 1952, 1956